# Bistahieversor
Bistahieversor (podle místa nálezu v divočině u Bisti/DeNa-Zin v Novém Mexiku) byl rod velkého teropodního dinosaura z nadčeledi Tyrannosauroidea a podle dřívějších představ i z čeledi Tyrannosauridae (dnes spíše z kladu Eutyrannosauria). Žil asi před 74,55 miliony let a jeho fosilie byly objeveny v sedimentech geologického souvrství Fruitland. na území jižních částí dnešních Spojených států amerických.

## Velikost a anatomie
Šlo o poměrně mohutného dravce, dosahujícího délky asi 8 až 9 metrů a hmotnosti až kolem 2,5 tuny. Je vzdáleným příbuzným proslulého tyranosaura, který žil asi o 8 milionů let později. V některých znacích na lebce se tento tyranosaurid lišil od svých severněji žijících příbuzných, jako byl Daspletosaurus nebo Gorgosaurus. Měl celkem 64 zubů a zvláštní lebeční otvor nad očnicí, který mohl obsahovat vzdušný vak pro odlehčení lebky.

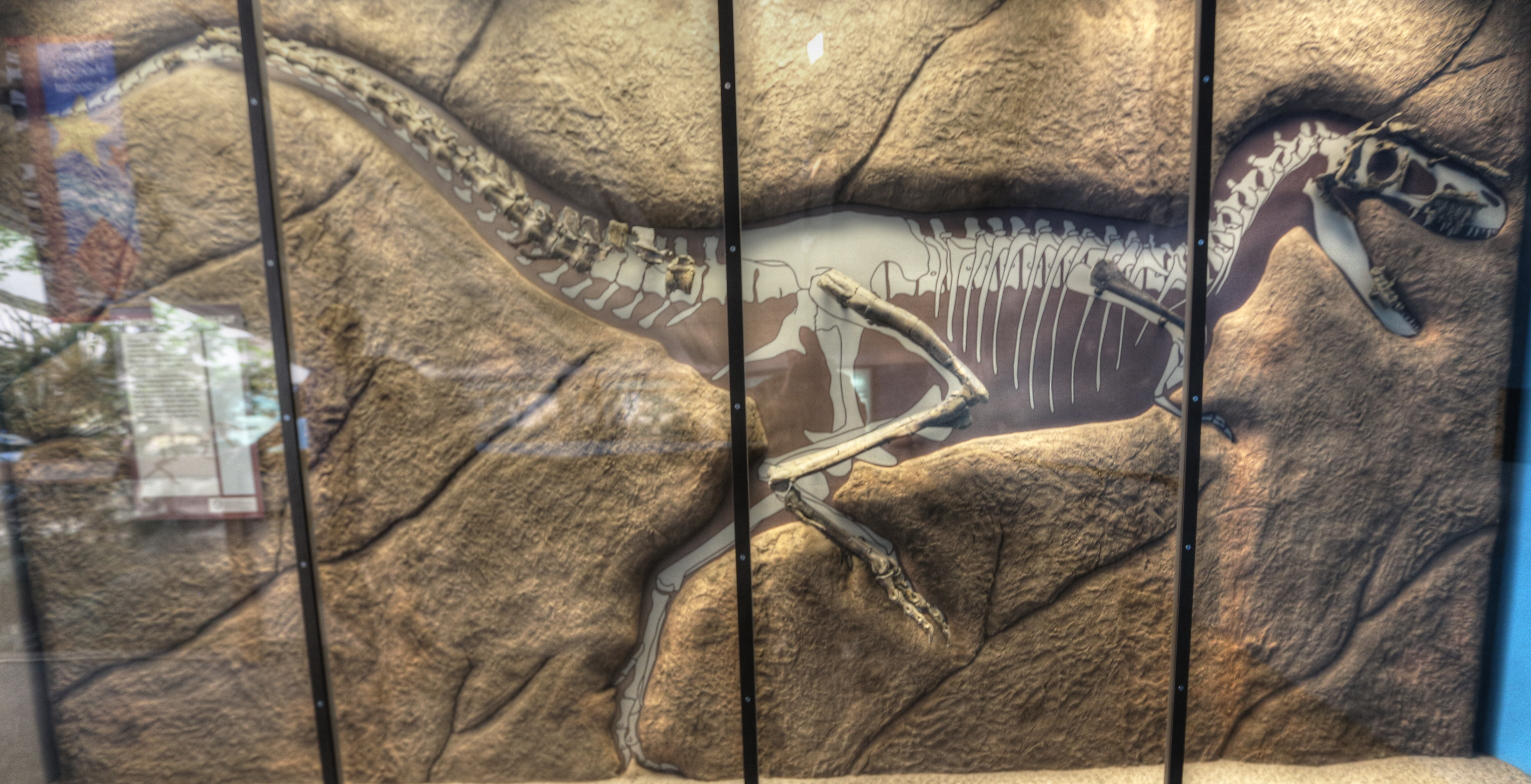
Nástěnný model kostry bistahieversora.

V roce 2020 byla publikována studie o mozkovně bistahieversora, zkoumané na základě metod moderní počítačové tomografie. Výzkum ukázal, že celkově se mozkovna tohoto velkého dravce podobala mozkovně pozdějšího druhu T. rex a změny směrem k vývoji vyspělejších tyranosauridů už byly nastoupeny u těchto forem. Některé smysly se u tyranosauridů postupně výrazně zlepšovaly, ať již jde o čich, sluch nebo zrak.

## Objev a popis
Typový a jediný známý druh B. sealeyi byl formálně popsán počátkem roku 2010 (ačkoliv zkameněliny dinosaura byly objeveny roku 1940, známé byly od roku 1990, kdy byly ovšem považovány za fosilie rodu Aublysodon).

## Příbuzenství
Mezi nejbližší příbuzné bistahieversora patří zřejmě další tyranosauridi rodu Lythronax a Teratophoneus. Vývojově pokročilejší a geologicky mladší tyranosauridi, jako byl rod Nanuqsaurus, jsou mu již vzdáleni více.